# Blackett Strait

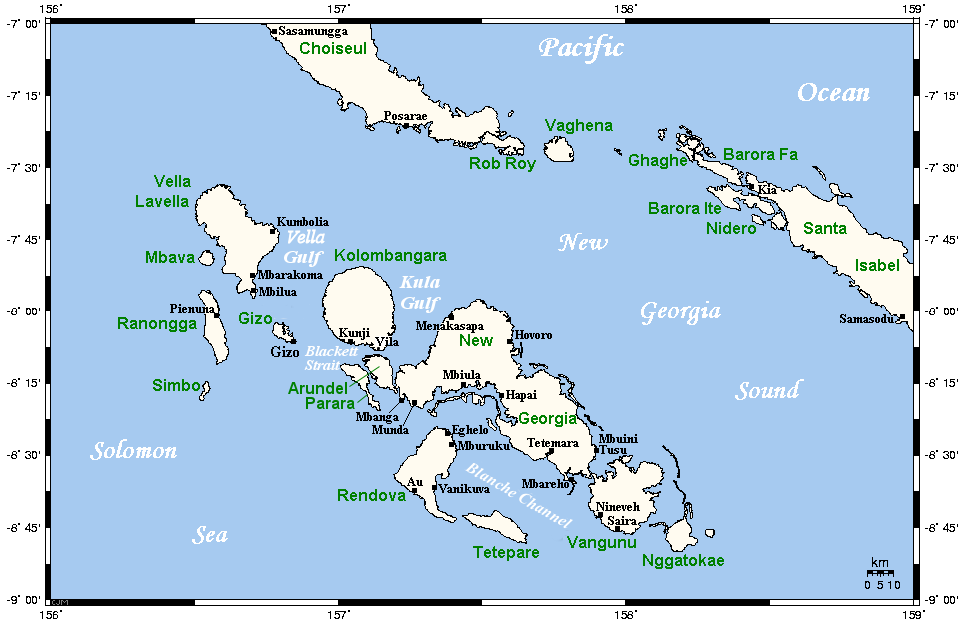
Blackett Strait skiljer den stora runda ön (Kolombangara) från Arundel i söder och Gizo i väster.

Blackett Strait är ett sund i Western Province, Salomonöarna. Sundet ligger mellan öarna Kolombangara i norr och Arundel (Kohinggo) i söder. Den förbinder Vella Gulf i väst med Kula Gulf i öst.
Under slaget om Salomonöarna i andra världskriget utspelades slaget vid Blackett Strait här mellan kejserliga japanska flottan och amerikanska flottan på natten 5-6 mars 1943.
En icke namngiven strid mellan en liten styrka bestående av amerikanska PT-båtar och japanska jagare den 2 augusti 1943 blev känd i USA när John F. Kennedys motortorpedbåt PT-109 rammades av en jagare och hennes besättning räddades av lokalinvånarna Biuku Gasa och Eroni Kumana i en urholkad kanot.